# Lê Quý Đôn (Schiff)
Die Lê Quý Đôn ist ein Segelschulschiff der Vietnamesischen Marine.

## Allgemeines
Das Schiff wurde 2013 bei der Danziger Werft Marine Projects in Auftrag gegeben und lief im Juni 2015 vom Stapel. Am 27. September 2015 startete die Lê Quý Đôn mit einer polnisch-vietnamesischen Besatzung zu ihrer Jungfernfahrt nach Nha Trang, dem zukünftigen Heimathafen und Sitz der Marineakademie.
Benannt ist das Schiff nach dem vietnamesischen Gelehrten Lê Quý Đôn (1726–1784). Der Auxiliarsegler hat einen Stahlrumpf und ist als Bark getakelt. Die Segelfläche beträgt 1400 m². Bei einer Schiffsbesatzung von 30 Mann und 80 Kadetten wird die Seeausdauer mit 45 Tagen angegeben.